# Michele Lupo
Michele Lupo (n. 4 decembrie 1932 – d. 27 iunie 1989) a fost un regizor de film italian. A regizat 23 de filme între 1962 - 1982.

## Biografie
S-a născut în Corleone, Italia și a decedat la Roma.  

## Filmografie
- Maciste il gladiatore più forte del mondo (1962)
- Maciste l'eroe più grande del mondo (1963)
- Gli schiavi più forti del mondo (1964)
- Sette contro tutti (1965)
- Per un pugno nell'occhio (1965)
- La vendetta di Spartacus (1965)
- Arizona Colt (1966)
- Troppo per vivere... poco per morire (1967)
- Colpo maestro al servizio di Sua Maestà britannica (1967)
- 1968 De șapte ori șapte (Sette volte sette)
- Una storia d'amore (1969)
- Concerto per pistola solista (1970)
- Stanza 17-17 palazzo delle tasse, ufficio imposte (1971)
- Amico, stammi lontano almeno un palmo... (1972)
- Un uomo da rispettare (1972)
- Dio, sei proprio un padreterno! (1973)
- 1976 Africa Express
- 1977 California
- 1978 I se spunea „Buldozerul” (Lo chiamavano Bulldozer)
- 1979 Un șerif extraterestru (Uno sceriffo extraterrestre... poco extra e molto terrestre)
- 1980 Toate mi se întâmplă numai mie (Chissà perché... capitano tutte a me)
- 1981 Atenție la pana de vultur (Occhio alla penna)
- 1982 Buldozerul (Bomber)

## Legături externe
- Michele Lupo la Internet Movie Database
- Michele Lupo la Allmovie
- Michele Lupo la CineMagia